# شیر توپی

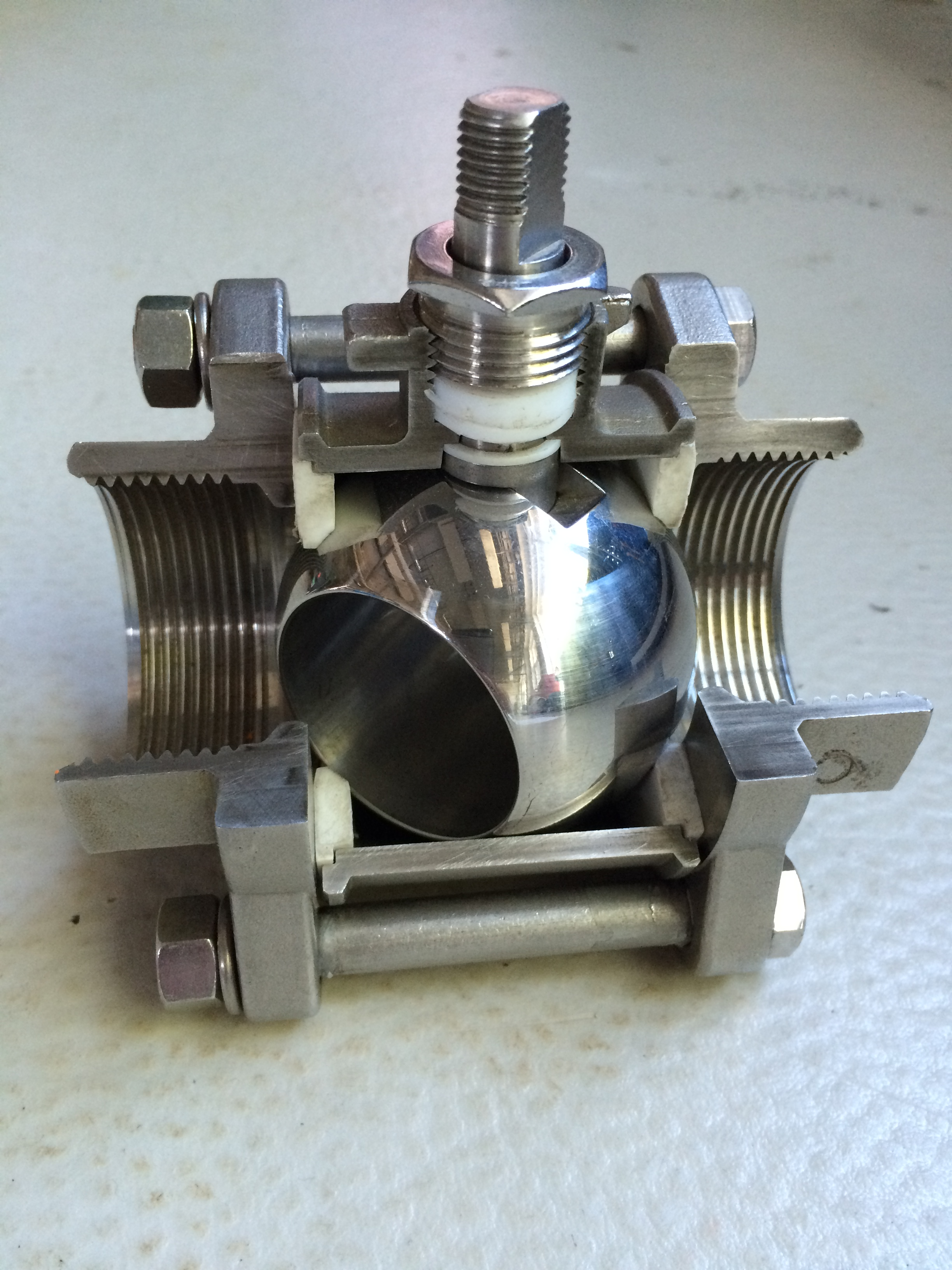
ساختار درونی یک شیر توپی

شیر توپی (به انگلیسی: Ball valve) نوعی شیر ربع-گرد است که عضو مسدودکننده جریان آن به صورت یک کره سوراخ دار است که حول یک محور عمودی نسبت به جهت جریان سیال دوران می‌نماید. وقتی سوراخ در راستای جریان قرار بگیرد شیر باز بوده و وقتی سوراخ عمود بر مسیر جریان قرار بگیرد شیر بسته می‌شود. وقتی دسته شیر در راستای مسیر قرار داشته باشد نشانگر بازبودن شیر و وقتی دسته آن عمود بر مسیر جریان باشد نشانگر بسته بودن شیر می‌باشد.
این شیرها بسیار بادوام بوده و حتی پس از استفاده نکردن طولانی بسیار قابل اطمینان هستند. این خواص باعث شده که این شیرها در بسیاری از کاربردها بر شیرهای نوع دروازه ای و کروی پیشی بگیرند. خواص عالی شیرهای توپی باعث شده این شیرها در کاربردهای گسترده صنعتی راه پیدا کنند و برای فشارهایی تا ۱۰۰۰ بار و دماهایی تا ۴۰۰ درجه سلسیوس مورد استفاده قرار گیرند. یکی از عیوب شیرهای توپی این است که می‌توانند سیال را در محفظه میانی به دام بیندازند و اگر این سیال تخلیه نگردد می‌تواند در یخبندان باعث ترک خوردن بدنه گردد.
در کاربردهای کرایوژنیک و کاربردهایی که احتمال انبساط گاز محبوس در محفظه میانی وجود دارد یک سوراخ ونت (سوراخ تخلیه هوا) بر روی بدنه تعبیه می‌گردد.
استفاده طولانی مدت از این شیرها برای کاربردهای تنظیم جریان صحیح نمی‌باشد، چرا که باعث خوردگی توپی و در نتیجه ایجاد نشتی داخلی در شیر می‌گردد.
سایر شیرهای ربع-گرد شیر پروانه ای و شیر مخروطی (سماوری) می‌باشند.

## ساختار کلی و عملکرد
این نوع شیر در دسته‌بندی شیرآلات قطع و وصل جریان (on- off) قرار داشته و در حالت نیم باز دچار آسیب خواهند شد.
عضو مسدودکننده کانال جریان (کره یا گهگاه نیم کره)، که به وسیلهٔ ساقه شیر حرکت ۹۰ درجه‌ای خواهد داشت وظیفه باز و بسته کردن شیر را بر عهده دارد. به همین دلیل به آن‌ها شیرهای quarter-turn action و Quick Opening نیز می‌گویند.
در روی توپک سوراخی تعبیه گردیده‌است که در حالت باز در مسیر کانال جریان قرار خواهد گرفت.
چنانچه مساحت مجرای عبور سیال، از مساحت خط لوله کوچکتر باشد(Reduce Bore)نامیده می‌شود. در حقیقت نوع طراحی داخل بدنه و اندازه مجرای عبوری به گونه‌ای است که در حالت باز نیز باعث افت فشار در مسیر می‌شود. این کاهش مساحت کانال جریان در صورت طراحی غلط، بروزاغتشاش و تلاطم در جریان سیال را در پی خواهد داشت.
همچنین اگر مساحت مجرای عبور سیال، دقیقاً برابر با مساحت خط لوله باشد(Full Bore)نامیده می‌شود. این نوع شیر توپی دارای قابلیت پیگ رانی می‌باشد.
این شیرها اکثراً دارای سیستم تزریق گریس بوده و در صورت مشاهده نشتی می‌توان با تزریق گریس‌های مخصوص آببند اضطراری (EMERGENCY SEAL) آن را آب‌بندی نمود. این گریس‌ها عمدتاً پایه سنتتیک (synthetic base) هستند.

## انواع شیرهای توپی
پنج نوع اصلی از بدنه شیرهای توپی وجود دارد: یک تکه (Single Body)، سه تکه (Three Piece)، بدنه چند تکه (Split Body)، ورود از بالا(top Entry) و بدنه جوشی (Welded Body) - این تقسیم‌بندی بیشتر بر مبنای اینکه بدنه چگونه ساخته می‌شود انجام شده‌است. 

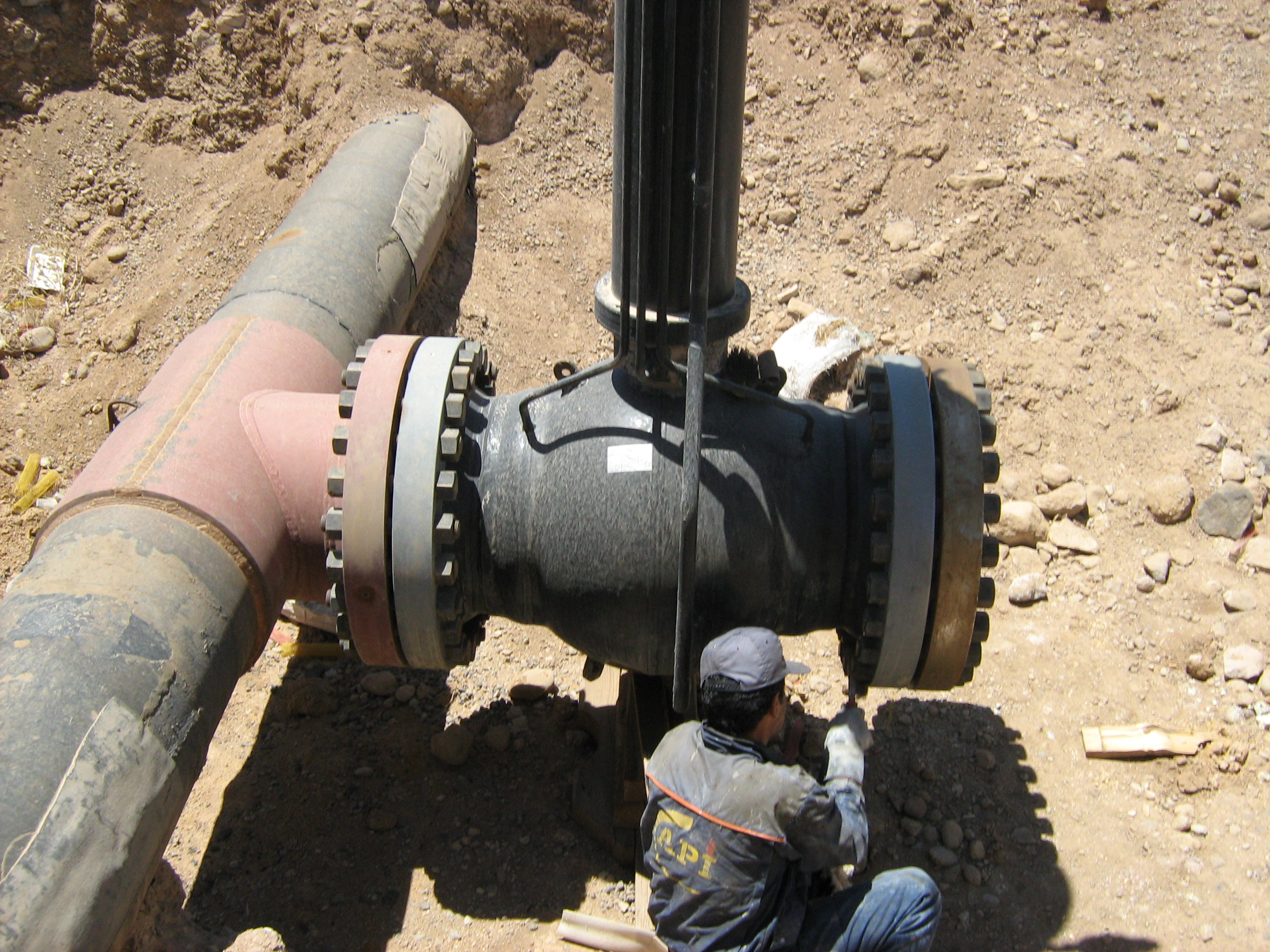
شیر توپی اتصال فلنجی با بدنه یک تکه تمام جوشی

### شیرهای توپی با بدنه چند تکه (Split Body)
بدنه این دسته از شیرهای توپی یک، دو یا سه تکه هستند و قطعات بهم به روش اتصال موقت (پیچ و مهره) متصل می‌شوند. مونتاژ قطعات داخلی از کنار (SIDE ENTRY) یا از بالا (TOP ENTRY) می‌باشد.
مزایا:
قیمت پایین - مونتاژ و دمونتاژ ساده- سهولت در تعمیر از مزایای این نوع از شیرهای توپی در مقایسه با شیرهای توپی با بدنه تمام جوشی می‌باشد.

### شیرهای توپی با بدنه تمام جوشی (Fully welded Body)
بدنه این دسته از شیرهای توپی به روش جوشکاری بهم متصل می‌شوند یک ساختار یکپارچه ایجاد می‌کنند. تعمیر این شیرها در بسیاری موارد غیرممکن یا بسیار دشوار می‌باشد ولی از مزیت قابل دفن بودن - به علت نداشتن اتصالات پیچ و مهره ای- دارا می‌باشند.
مزایا:
قابلیت استفاده در خطوط انتقال زیر زمینی (دفنی) - قابلیت استفاده در فشارهای بالا - طول عمر بالا از مزایای این نوع از شیرهای توپی در مقایسه با شیرهای توپی با بدنه چند تکه می‌باشد.

### شیرهای توپی Trunnion Mounted و Floating Ball
شیرهای توپی از نقطه نظر مهار توپی درون بدنه به دو گونه Trunnion Mounted و Floating Ball تقسیم می‌شوند.

#### Floating Ball
در این نوع شیرها، توپی یا بال فقط از سمت بالا مهار شده و توپی می‌تواند توسط جریان سیال کمی در مسیر جریان بازی کند. این نوع شیرها برای فشارهای کاری پایین‌تر طراحی می‌شوند.

#### Trunnion Mounted
در این نوع نصب، توپی از بالا و پایین مقید شده و فقط قادر به دوران است. دو عدد حلقه با شیارهایی که درون آن‌ها تفلون جهت آب‌بندی قرار دارد-که به آن سیت-رینگ می‌گویند- در دو طرف توپی قرار دارند که توسط فنرهایی که در پشت این سیت رینگ‌ها هستند به بال فشرده می‌شوند. این نوع شیرها مناسب فشارهای کاری بالاتر بوده و معمولاً قابلیت double block and bleed دارند. به معنا که شیر در دو سمت بال کاملاً مستقل آب بند بوده و اگر هر سمتی از خط دارای فشار باشد جریان معکوس نمی‌تواند شکل بگیرد. سوراخ کوچکی در وسط شیر به نام «پورت درین یا تخلیه» وجود دارد که می‌توان از ان شیر را تخلیه کرد یا در اصطلاح bleed گرفت.